# Мерселис, Кристиана
Кристиана Мерселис (фр. Christiane Mercelis; 5 октября 1931, Бельгия — 14 июня 2024, Уккел, Брюссельский столичный регион, Бельгия) — бельгийская теннисистка, четвертьфиналистка чемпионата Франции по теннису в женском одиночном разряде (1957), победительница Уимблдонского турнира в одиночном разряде среди девушек (1949), 13-кратная чемпионка Бельгии по теннису в женском одиночном разряде, участница матчей сборной Бельгии по теннису в Кубке Федерации.

## Биография
Кристиана Мерселис родилась 5 октября 1931 года. По её собственным воспоминаниям, она увлеклась теннисом, когда ей было около восьми лет. Во второй половине 1940-х годов она стала участвовать в официальных соревнованиях, дважды (в 1947 и 1948 годах) побеждала на кубке Бормана (фр. Coupe de Borman, так назывался чемпионат Бельгии по теннису среди юношей и девушек).
В 1949 году Мерселис победила на Уимблдонском турнире среди девушек в одиночном разряде. В финальном матче она обыграла Сьюзан Партридж из Великобритании со счётом 6-4, 6-2. До приезда на Уимблдонский турнир Мерселис никогда не играла на траве, получасовая практика перед матчем первого круга была её единственным опытом на этом покрытии.
В 1951 году Мерселис одержала свою первую победу на чемпионате Бельгии по теннису в женском одиночном разряде. Впоследствии она побеждала в одиночных соревнованиях на этом турнире ещё двенадцать раз, став 13-кратной чемпионкой страны в женском одиночном разряде — больше, чем любая другая теннисистка.
В 1951—1968 годах Мерселис 18 раз выступала на Уимблдонском турнире (не считая 1949 года, когда она играла в турнире для девушек). Её лучшими результатами в одиночном разряде были три выхода в 4-й круг соревнований в 1954, 1955 и 1958 годах: в 1954-м она проиграла американке Маргарет Дюпон, в 1955-м — венгерке Жуже Кёрмёци, а в 1958-м — будущей финалистке турнира британке Анджеле Мортимер (при этом в 1958 году во втором круге Мерселис в двух сетах обыграла американку Дороти Хед-Нод, которая была 3-й сеянной на этом турнире). В женском парном разряде Мерселис пять раз (в 1953, 1954, 1956, 1957 и 1960 годах) выходила в третий круг соревнований, но ни разу не преодолевала этот барьер. В смешанном парном разряде её лучшими результатами были три выхода в 4-й круг соревнований, в 1957, 1961 и 1964 годах, когда её партнёрами были мексиканец Марио Льямас, датчанин Йёрген Ульрих и бельгиец Эрик Дроссар соответственно.
В 1951—1965 годах Мерселис 15 раз выступала на чемпионате Франции. Её лучшим результатом в одиночном разряде был выход в 1957 году в четвертьфинал, в котором она уступила британке Энн Джонс со счётом 2-6, 1-6. Кроме этого, Мерселис три раза выходила в 4-й круг соревнований — в 1952, 1960 и 1961 годах. В 1962 и 1964 годах Мерселис также участвовала в чемпионате США. В 1962 году она вышла во второй круг, в котором уступила чехословацкой теннисистке Вере Суковой со счётом 7-9, 4-6, а в 1964 году проиграла в первом же круге.
За свою теннисную карьеру Мерселис около 50 раз побеждала на турнирах в женском одиночном разряде, включая чемпионат Южной Франции (1956, 1957), чемпионат Экс-ан-Прованса (1957), Московский международный турнир (1958, 1959; в обоих случаях соперницей в финале была француженка Сюзанна Шмитт), чемпионат Франции на закрытых кортах (1958), Брюссельский международный турнир (1959, 1960, 1961, 1964), чемпионат Германии на закрытых кортах (1959), чемпионат Кента (1960), Открытый чемпионат Нидерландов (1961), международный турнир в Ле-Туке (1963) и другие.
Кристиана Мерселис также неоднократно выступала за сборную Бельгии по теннису в Кубке Федерации: в 1963 году — против сборной Австралии (в одиночном матче уступила Маргарет Корт со счётом 3-6, 1-6), в 1964 году — против сборной Аргентины (уступила 6-8, 2-6 Норме Байлон, также проиграла в паре с Моник Бедоре), в 1966 году — против сборной Венгрии (уступила 6-3, 5-7, 4-6 Кларе Бардоци, но выиграла в паре с Моник Бедоре), в 1967 году — против сборной Италии (уступила 2-6, 1-6 Леа Перисколи, также проиграла в паре с Ингрид Лоей), в 1968 году — против сборной СССР (уступила 3-6, 3-6 Анне Дмитриевой, также проиграла в паре с Ингрид Лоей), в 1969 — против сборных Великобритании, Канады и ЮАР (во всех трёх случаях играла только в парах, проиграла британкам и канадкам, но выиграла у теннисисток ЮАР).
В 1950-х и начале 1960-х годов Мерселис была сильнейшей теннисисткой Бельгии. По разным оценкам, она входила в число 20 или даже 15 сильнейших теннисисток мира. Считается, что она «вымостила дорогу» для следующих поколений бельгийских теннисисток и её успешная спортивная карьера служит связующим звеном между Нелли Адамсон-Ландри, победившей в 1948 году на чемпионате Франции, и такими теннисистками, как Жюстин Энен и Ким Клейстерс.
В 2002—2010 годах Кристиана Мерселис была председателем бельгийского отделения Международного теннисного клуба (англ. IC Tennis). Она скончалась 14 июня 2024 года в Уккеле (Брюссельский столичный регион, Бельгия) в возрасте 92 лет.